# Pavlovo, Svaleava
Pavlovo (în ucraineană Павлово) este un sat în comuna Ploske din raionul Svaleava, regiunea Transcarpatia, Ucraina.

## Demografie
Componența lingvistică a localității Pavlovo
     Ucraineană (99,74%)
     Alte limbi (0,26%)
Conform recensământului din 2001, majoritatea populației localității Pavlovo era vorbitoare de ucraineană (99,74%), existând în minoritate și vorbitori de alte limbi.